# Salwador na Letnich Igrzyskach Paraolimpijskich 2000
Salwador na Letnich Igrzyskach Paraolimpijskich 2000 w Sydney reprezentowała jedna lekkoatletka. Był to debiut Salwadoru na igrzyskach paraolimpijskich.

## Wyniki

### Lekkoatletyka
| Zawodnik                | Konkurencja            | Eliminacje | Eliminacje | Finał    | Finał   | Źródło |
| Zawodnik                | Konkurencja            | Rezultat   | Miejsce    | Rezultat | Miejsce | Źródło |
| ----------------------- | ---------------------- | ---------- | ---------- | -------- | ------- | ------ |
| Claudia Marina Palacios | bieg na 400 metrów T54 | 1:03,60    | 4          | NQ       | NQ      | [ 2 ]  |